# Robert Schmohl
Robert Schmohl (* 19. August 1855 in Isny; † 18. August 1944 in Bielefeld; vollständiger Name: Robert Friedrich Schmohl) war ein deutscher Architekt, der als Leiter des Bauwesens im Krupp-Konzern und Stadtverordneter der Stadt Essen Bedeutung erlangte.

## Leben und Wirken
Schmohl war ein Sohn des Baumeisters Friedrich Schmohl (1827–1896) und dessen Frau Augusta Florine Schmohl geborene Mayer (1827–1906). Er studierte das Baufach an der Polytechnischen Schule Stuttgart und heiratete 1892 Margarethe Reiniger aus Stuttgart, mit der er drei Töchter und zwei Söhne hatte.
Nach dem 1875 abgelegten ersten Staatsexamen begann er 1876 ein Referendariat beim königlich württembergischen Eisenbahnhochbauamt in Heilbronn. Es folgte 1881 das zweite Staatsexamen und die Ernennung zum Regierungsbaumeister (Assessor in der öffentlichen Bauverwaltung). Von 1881 bis 1883 arbeitete Schmohl im Architekturbüro von Ludwig Eisenlohr und Carl Weigle in Stuttgart, von Mai bis Oktober 1884 im Büro von Alfred Chiodera und Theophil Tschudy in Zürich, worauf von 1884 bis 1891 eine Anstellung als Regierungsbaumeister bei der Hochbau-Verwaltung der Stadt Stuttgart folgte.
Schmohl ging dann nach Essen, wo er von 1891 bis 1924 das Baubüro der Friedrich Krupp AG leitete. Er war damit Nachfolger von Gustav Kraemer, der unter Alfred Krupp seit 1863 zu den Anfängen des kruppschen Wohnungsbaus entscheidend beitrug. Schmohl begann seine Karriere unter Friedrich Alfred Krupp am 6. August 1891 als Ressortchef des Baubüros, wurde 1914 Betriebsdirektor und stieg 1917 zum Abteilungsdirektor auf. Dabei trug er unter anderem zum Bau des Essener Siedlung Margarethenhöhe bei. Am 1. Januar 1925 trat er in den Ruhestand.
Auf ihn gehen unter anderem die Siedlungen Altenhof I und Altenhof II in Essen, die Beamtensiedlung Bliersheim in (Duisburg-)Friemersheim, die Beisenkampsiedlung in Datteln sowie die Siedlung Dahlhauser Heide in (Bochum-)Hordel zurück. Schmohl war Mitglied im Deutschen Werkbund (DWB) und im Ruhrländischen Architekten- und Ingenieur-Verein. Zudem war er Mitglied im Vorstand der Margarethe-Krupp-Stiftung und im Verwaltungsrat des Rheinischen Vereins für Kleinwohnungswesen.
Von November 1894 bis 1919 war Schmohl Stadtverordneter der Stadt Essen.

## Auszeichnungen
Im Jahr 1900 erhielt Schmohl den Preußischen Roten Adlerorden 4. Klasse.
1920 verlieh ihm die Technische Hochschule Aachen die Ehrendoktorwürde wegen seiner hervorragenden Verdienste um die Entwicklung und baukünstlerische Gestaltung rheinischer Industriesiedlungen.
1925 erhielt er die Silberne Ehrenmedaille der Stadt Essen. Der Robert-Schmohl-Platz im Essener Stadtteil Margarethenhöhe erinnert seit 1927 an ihn.